# Ettahrir
|  | No s'ha de confondre amb la Plaça Tahrir. |

Ettahrir (àrab: التحرير, at-Taḥrīr) és una delegació o mutamadiyya de la governació de Tunis, a la rodalia de Tunis, situada al nord del Bardo i al sud de la delegació d'El Omrane Supérieur. Es compon de diversos barris o nuclis, entre els quals el més conegut és el d'Ibn Khaldoun. La delegació té una població de 23.030 habitants.

## Administració
Com a delegació o mutamadiyya, duu el codi geogràfic 11 57 (ISO 3166-2:TN-12) i està dividida en cinc sectors o imades:
- Ettahrir 1 (11 57 51)
- Ettahrir 2 (11 57 52)
- Ettahrir 3 (11 57 53)
- Ettahrir Superieur (11 57 54)
- El Hadika (11 57 55)

Al mateix temps, constitueix una de les circumscripcions o dàïres, amb codi geogràfic 11 11 16, de la municipalitat o baladiyya de Tunis (codi geogràfic 11 11).